# Peter Schmid (Historiker)
Peter Schmid (* 22. Mai 1945 in Mariaort, heute zu Sinzing; † 19. August 2024) war ein deutscher Historiker.
Schmid stammte aus Mariaort in der Region Regensburg. Er studierte Geschichte, Deutsch und Sozialkunde für das höhere Lehramt, war von 1967 bis 1972 wissenschaftliche Hilfskraft bei Andreas Kraus und wurde 1975/76 in mittelalterlicher Geschichte am Fachbereich Geschichte, Gesellschaft, Politik der Universität Regensburg mit der durch Kraus betreuten Dissertation Regensburg. Stadt der Könige und Herzöge im Mittelalter zum Dr. phil. promoviert. 1978 erhielt er für seine wissenschaftliche Leistung den Kulturförderpreis der Stadt Regensburg. 1986 folgte die durch Heinz Angermeier angeregte und begleitete Habilitation in Neuerer Geschichte an der Philosophischen Fakultät III (Geschichte, Gesellschaft, Geographie), ebenfalls in Regensburg. Die Begutachtung der Habilitationsschrift Der Gemeine Pfennig von 1495. Vorgeschichte und Entstehung, verfassungsgeschichtliche, politische und finanzielle Bedeutung übernahmen Dieter Albrecht und Erich Meuthen. Schmid wurde wissenschaftlicher Mitarbeiter der Historischen Kommission bei der Bayerischen Akademie der Wissenschaften und Privatdozent für mittelalterliche und neuere Geschichte. 1995 wurde er als Nachfolger von Wilhelm Volkert als ordentlicher Professor für Bayerische Landesgeschichte an das Institut für Geschichte der Universität Regensburg berufen. 2010 wurde er emeritiert.
Seine Forschungsschwerpunkte waren die deutsche Landes-, Stadt- und Verfassungsgeschichte. Seine Tätigkeiten wurden u. a. durch das Max-Planck-Institut für Geschichte und die Historische Kommission bei der Bayerischen Akademie der Wissenschaften gefördert. 1997 wurde er zum ordentlichen Mitglied der Kommission für bayerische Landesgeschichte bei der Bayerischen Akademie der Wissenschaften gewählt.

## Schriften (Auswahl)
Monografien
- Regensburg. Stadt der Könige und Herzöge im Mittelalter (= Regensburger historische Forschungen. Bd. 6). Lassleben, Kallmünz 1977, ISBN 3-7847-4006-5.
- Der Gemeine Pfennig von 1495. Vorgeschichte und Entstehung, verfassungsgeschichtliche, politische und finanzielle Bedeutung (= Schriftenreihe der Historischen Kommission bei der Bayerischen Akademie der Wissenschaften. Bd. 34). Vandenhoeck u. Ruprecht, Göttingen 1989, ISBN 3-525-35933-0.
- Der Deutsche Orden und die Reichssteuer des Gemeinen Pfennigs von 1495. Die Grundherrschaft des Deutschen Ordens im Reich an der Wende vom 15. zum 16. Jahrhundert (= Einzelarbeiten aus der Kirchengeschichte Bayerns. Bd. 76). Degener, Neustadt 2000, ISBN 3-7686-4197-X.

Herausgeberschaften
- mit Franz Fuchs: Kaiser Arnolf – das ostfränkische Reich am Ende des 9. Jahrhunderts. Regensburger Kolloquium 9.–11.12.1999 (= Zeitschrift für bayerische Landesgeschichte. Beiheft. Reihe B. Bd. 19). Beck, München 2002, ISBN 3-406-10660-9.
- mit Klemens Unger: 1803 – Wende in Europas Mitte. Vom feudalen zum bürgerlichen Zeitalter. Begleitband zur Ausstellung im Historischen Museum Regensburg 29. Mai bis 24. August 2003. Schnell & Steiner, Regensburg 2003, ISBN 3-7954-1553-5.
- mit Heinrich Wanderwitz: Die Geburt Österreichs. 850 Jahre Privilegium minus (= Regensburger Kulturleben. Bd. 4). Schnell & Steiner, Regensburg 2006, ISBN 978-3-7954-1911-0.
- Regensburg im Spätmittelalter. [Bestandsaufnahmen und Impulse] (= Forum Mittelalter. Studien. Bd. 2). Schnell & Steiner, Regensburg 2007, ISBN 978-3-7954-1896-0.
- mit Rainer Scharf: Gelehrtes Leben im Kloster. Sankt Emmeram als Bildungszentrum im Spätmittelalter. Martin Meidenbauer, München 2012, ISBN 978-3-89975-285-4.